# Winiamas
Les Winiamas sont une population d'Afrique de l'Ouest vivant principalement dans le centre du Burkina Faso.
La plupart des travaux de recherche – et leurs voisins Mossis – les rattachent aux Gurunsis, mais les Winiamas rejettent cette dénomination qu'ils jugent infâmante.  

## Ethnonymie
Selon les sources et le contexte, on observe de multiples formes : Kolsi, Kols, Ko, Kos, Wile, Winiama, Winiamas, Winien, Winyema, Winye, Winyes.

## Langue
Leur langue est le winyé, une langue grusi dont le nombre de locuteurs était estimé à 20 000 en 1999.

## Culture

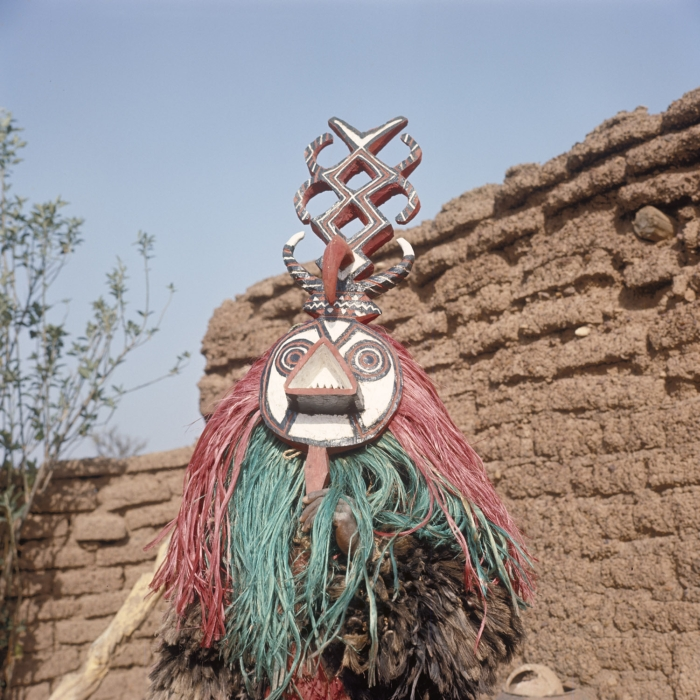
Danseur masqué (vers 1970)

Les Winiamas sont réputés pour leurs masques, souvent zoomorphes ou anthropo-zoomorphes, en bois polychrome (blanc, noir et rouge) décorés de motifs géométriques et parfois dotés d'une superstructure sous forme de lame, elle-même surmontée d'éléments figuratifs. Leurs productions sont proches de celles des Nunas et des Nunumas.

### Filmographie
- (en) Christopher D. Roy, African Art in Performance: The Winiama masks from the village of Ouri, Burkina Faso, États-Unis, 2006, 50 min (existe en DVD)